# Clemente Rovere
Clemente Rovere (Dogliani, 1807 – Torino, 11 maggio 1860) è stato un illustratore italiano.

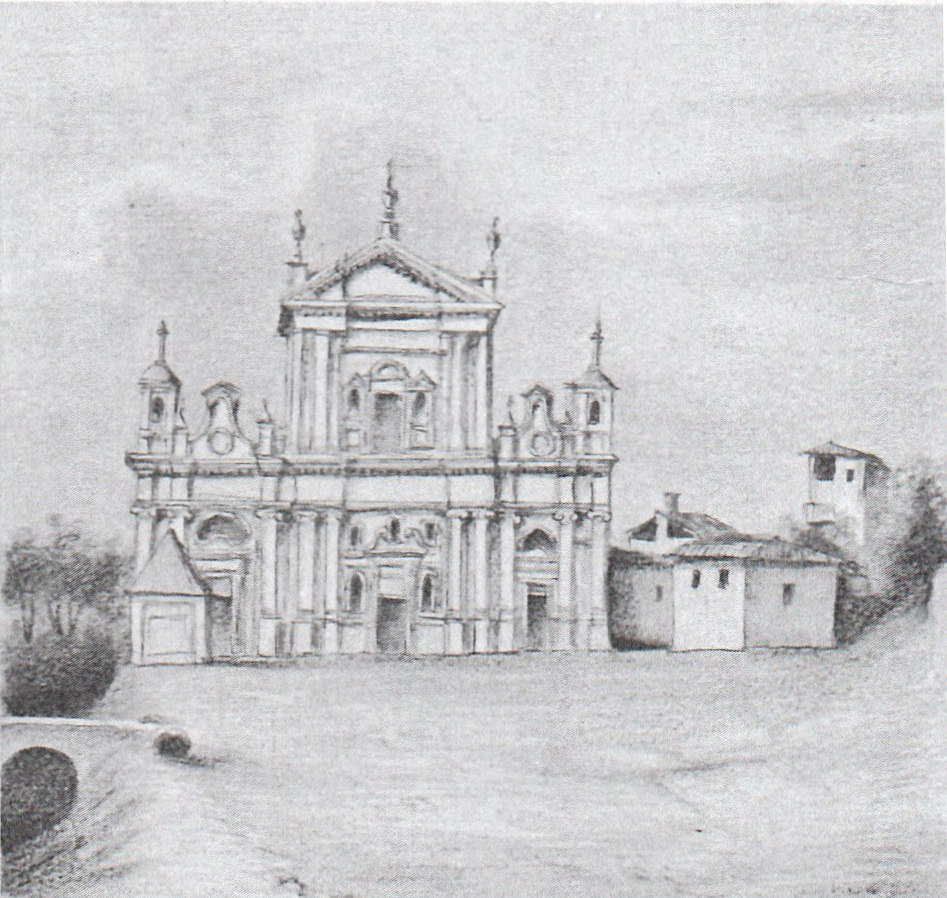
Disegno di Clemente Rovere, parrocchia di San Giuliano a Barbania

Si trasferì in giovane età nella capitale sabauda ed entrò giovanissimo nell'amministrazione regia. Possedendo un ottimo talento nel disegno già dall'infanzia ed acquisita una buona esperienza visitando biblioteche e archivi statali, compì  lunghe esplorazioni del territorio piemontese, scoprendo numerosi errori nel «Theatrum Statuum Sabaudiae», libro edito in Olanda nel XVIII secolo, che descriveva città e borghi pedemontani; questo fatto lo spinse ad iniziare l'illustrazione degli stati di terraferma di Casa Savoia.
Fu tenuto in grande considerazione a Corte, fino a raggiungere il grado di segretario di seconda classe, ricevendo una medaglia d’oro al merito e venendo incaricato ripetutamente di accompagnare i figli del re in escursioni nelle valli piemontesi, che egli documentò con resoconti e disegni. 
La morte della moglie nel 1857 lo colpì duramente ma non fermò la sua attività. Morì prematuramente a causa della sua salute cagionevole.

## Opera
Il Piemonte antico e moderno delineato e descritto è la sua unica, monumentale opera, rimasta incompiuta per la sua morte: fu un grandioso progetto teso a fornire immagini precise e fedeli delle località facenti parte dei domini di terraferma del Regno di Sardegna. Durante le sue frequentissime escursioni, compiute spostandosi quasi sempre a piedi, raccolse anche notizie storiche e artistiche sui paesi visitati.
Visitò biblioteche e archivi per approfondire le sue conoscenze del territorio, producendo nel contempo 4103 disegni completamente ritratti dal vivo. Spesso rifiniva gli schizzi e i disegni al suo ritorno a Torino.
Intorno al 1853 Cesare Saluzzo di Monesiglio, presidente della Regia Deputazione di Storia Patria, apprezzò la sua opera e gli consigliò di arricchirla con note storiche; grazie alla sua opera, Rovere ottenne il titolo di socio della Deputazione e infine la presentazione ufficiale a Vittorio Emanuele II.
L’Opera, progettata in 353 volumi, uno per ogni Mandamento di Provincia, è conservata alla Deputazione Subalpina di storia patria, cui Rovere la donò. Lo sviluppo cronologico va dal 1826 al 1858.
La tentazione del confronto con l’oggi è inevitabile, e il lettore tenderà probabilmente a sospirare davanti a un passato incanto perduto: non asfalto, non capannoni, non pali della luce, né fili elettrici.»

## Edizioni
- Il Piemonte antico e moderno delineato e descritto da Clemente Rovere, raccolta completa, introduzione di Cristiana Sertorio Lombardi, 1978
- Viaggio in Piemonte di paese in paese, riedizione a cura della Deputazione Subalpina di Storia Patria, L'Artistica, Savigliano, 2016[4]